# Yukta Mookhey
Yukta Mookhey, née le 7 octobre 1979 à Bangalore (Karnataka), est une actrice, mannequin et reine de beauté indienne, élue Miss Monde 1999.

## Biographie
Yukta Inderlal Mookhey naît à Bangalore dans l'état du Karnataka, le 7 octobre 1979. Elle fut élevée à Dubaï jusqu'à l'âge de sept ans et sa famille se réinstalle à Mumbai en juin 1986. Son  père Inderlal était médecin et sa mère Aruna dirigeait un cabinet de conseil en toilettage. 
Yukta Mookhey a étudié la zoologie au V. G. Vaze College of Arts, Science and Commerce. Elle fut diplômée en informatique et a étudié la musique hindoustanie classique pendant trois ans. 

## Vie privée
Le 7 septembre 2008, Yukta Mookhey annonce ses fiançailles avec le Prince Tuli, homme d'affaires et consultant financier new-yorkais lors d'une cérémonie qui s'est tenue au Grand Maratha, à Mumbai. Le mariage eu lieu le 2 novembre 2008, lors d'une cérémonie traditionnelle sikh dans un Nagpur Gurudwara, suivi d'une réception. Ils eurent un fils ensemble.
En juillet 2013, Yukta Mookhey dépose plainte contre son mari pour violence conjugale, en juin 2014, le couple divorce.

## Filmographie

### Cinéma

#### Longs-métrages
- 2001 : Poovellam Un Vasam de Ezhil : participation spéciale
- 2002 : Pyaasa d'A. Muthu : Sheetal
- 2006 : Katputtli de Sanjay Khanna : Anju
- 2006 : Love In Japan d'Akram Shaikh : participation spéciale
- 2008 : Memsahab d' Arshad Siddiqui : Anjali